# Frederick William Schlieder
Frederick William Schlieder (Forreston, Illinois, 22 de gener de 1873 - Nova York, 13 de gener de 1953) fou un compositor i organista estatunidenc.
A París estudià lorgue amb Guilmant i la composició amb E. Dallier i de retorn al seu país donà grans concerts. Després es dedicà a l'ensenyança particular i, finalment fou nomenat organista de la col·legiata de Sant Nicolás de Nova York, càrrec que deixà el 1923.
Entre les seves composicions hi figuren cants sagrats i profans; una sonata per a violí i diverses obres per a piano. A més és autor de Improvisation and Composition i Creative Harmony.